# Hazlehurst (Mississippi)
Hazlehurst è una città (city) degli Stati Uniti d'America, capoluogo della contea di Copiah, nello Stato del Mississippi.
È nota principalmente per aver dato i natali al noto bluesman Robert Johnson.